# Mindre albatross
Mindre albatross (Thalassarche chlororhynchos) är en havsfågel i familjen albatrosser inom ordningen stormfåglar. Den förekommer normalt i Sydatlanten, men några få fynd har även gjorts i Europa, i både Norge, Sverige och Island. Fågeln har minskat kraftigt i antal och kategoriseras som starkt utrotningshotad. Den och gulnäbbad albatross behandlades tidigare som en och samma art.

## Utseende
Mindre albatross är en liten albatross, drygt stor som en havstrut fast med längre, smalare vingar som är mörkt gråbruna på ovansidan och vita med mörk inramning på undersidan. Kroppen är vit men ryggpartiet mellan vingarna är mörkt liksom stjärten. Dess huvud, nacke, mantel och överdelen av bröstet är grått. Näbben är kraftig och svart med gul näbbrygg (vilket kan vara svårt att se i fält) som blir rödaktig vid den nedvinklade näbbspetsen. Den är också svart kring ögat vilket accentuerar ögat och ger den en bister uppsyn. Innan ungfåglarna blir könsmogna är de ljusare eller vita på huvudet men har ofta en grå mantel. Den gula näbbryggen framträder också tydligare när fågeln börjar närma sig könsmognad.

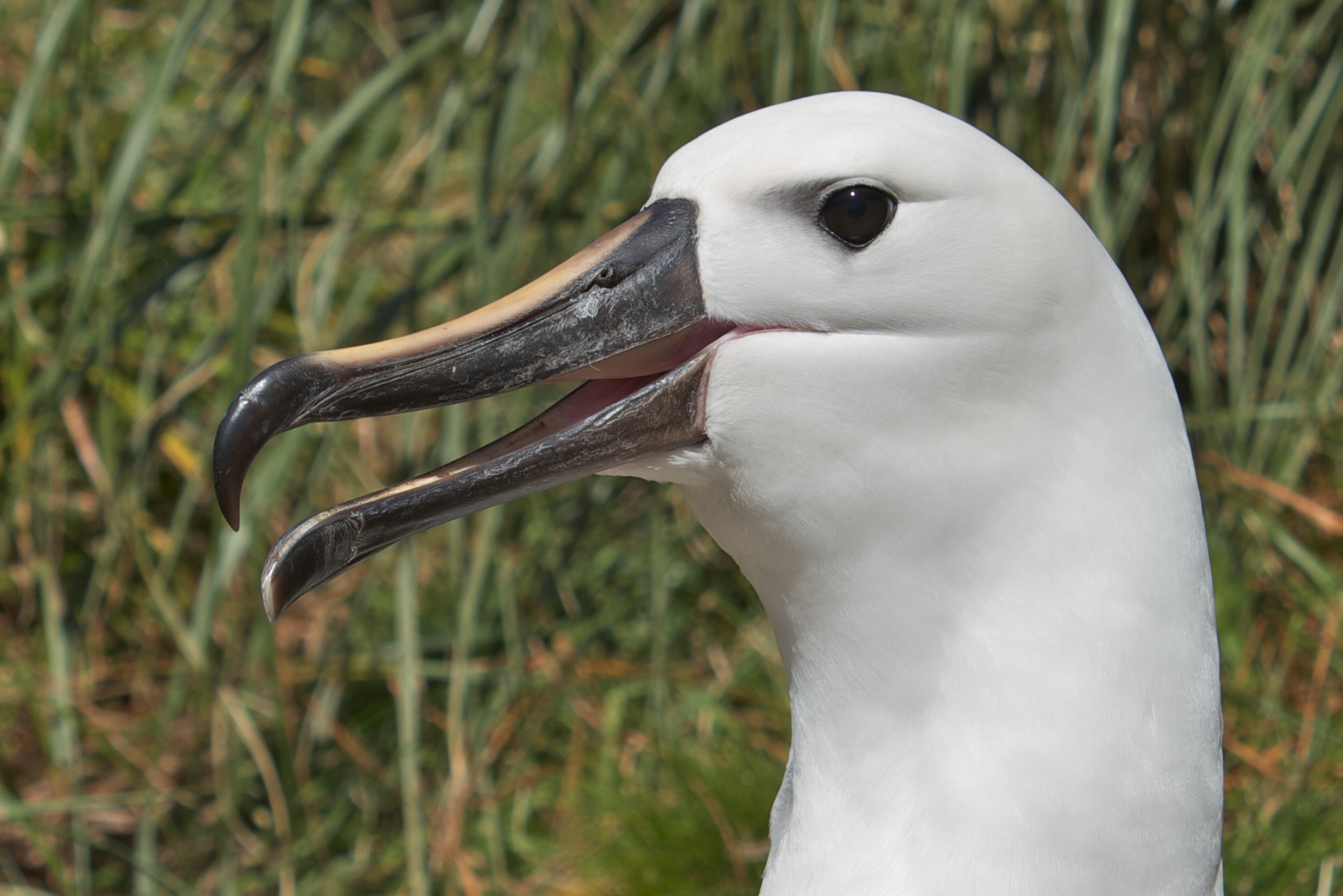
Notera den gula näbbryggen.

Närbesläktade arten gulnäbbad albatross, tidigare behandlad som underart, har ljusare grått ansikte och örontäckare, det vita på hjässan går ända bak mot nacken och mycket mindre svartaktig triangulär fläck framför och runt ögat. Vidare är vingarna kortare men näbben längre.

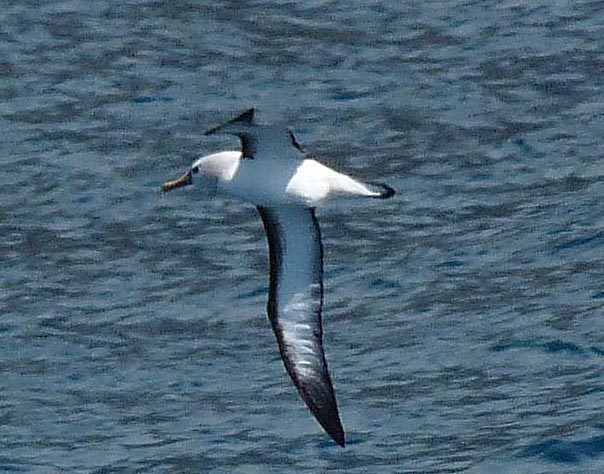
Flyktbild, adult.

## Läte
Mindre albatross har ylande och kväkande läten, de förra avgivna endast av hanen och de senare av båda könen. Ingen jämförande studie har ännu gjorts som studerar skillnader mellan lätena hos mindre albatross och närbesläktade gulnäbbad albatross.

## Utbredning och systematik
Arten häckar i Sydatlanten på några av öarna i ögruppen Tristan da Cunha och på Gough Island. Den behandlas numera vanligen som monotypisk, det vill säga att den inte delas in i några underarter. Närbesläktade arten gulnäbbad albatross (T. carteri) som häckar i Indiska oceanen kategoriserades tidigare som en underart till mindre albatross. Den urskiljs dock efter studier allt oftare som egen art, både av internationella auktoriteterna International Ornithological Congress och BirdLife International, sedan 2022 även av svenska BirdLife Sverige.

### Uppträdande utanför häckningstid
Utanför häckningstid återfinns bestånden för både mindre albatross och gulnäbbad albatross mest mellan 30°S och 40°S. På grund av att arten delades upp ganska nyligen är det dock dåligt exakt känt hur dessa båda taxas utbredning under icke häckningstid ser ut. Man vet att under södra halvklotets vinter är gulnäbbad den talrikaste albatrossen vid Agulhas bank söder om Agulhas i Sydafrika och att mindre albatross är vanlig utanför Brasiliens kust året om. Den uppträder i högre grad i varma vatten än exempelvis svartbrynad albatross, och återfinns sällan i de kalla delarna av Benguelaströmmen som finns utanför Afrikas sydvästra kust. Mindre albatross observeras i undantagsfall så långt norr ut som runt St. Helena på 16°S och detta taxon är den vanligast observerade albatrossen i Nordatlanten, där den dock är sällsynt. De flesta fynd i Nordatlanten, drygt 15 stycken, har gjorts i de västra delarna och främst utefter kuststräckan från Florida till Newfoundland.

### Uppträdande i Västra palearktis
I Europa har endast en handfull fynd gjorts av mindre albatross. Det första fyndet i Västra palearktis gjordes den 13 april 1994 utanför Halten i Sør-Trøndelag i Norge. Därefter har ytterligare åtta fynd gjorts: 

- sommaren 2007 uppträdde en och samma individ i Nordvästeuropa som observerades i Norge, Storbritannien och i Öresund i Sverige.
- 22 juli 2012 fångades en ung hona av en fiskelina cirka 20 mil nordväst om Färöarna och dog.
- 5 september 2014 observerades en ungfågel två mil utanför Kerdonis, Belle-ile-en-Mer, Morbihan, Frankrike.
- En mindre albatross fotograferades under en valsafari utanför isländska Reykjavik 1 juli 2015.
- 31 maj 2020 fotograferades en individ utanför Costa Ballena beach, i Rota i spanska Andalusien.
- En förmodad ung mindre albatross fotograferades till havs 22 juli 2020 nära Sagres i Portugal
- 30 augusti 2020 flög en individ förbi Estaca de Bares i spanska Galicien
- 12 juni 2021 noterades en mindre albatross ända in till italienska Ligurien där den fotograferades utanför Varazze.

## Häckning
Mindre albatross häckar i kolonier årligen, med äggläggning mellan september och början av oktober, medan ungarna är flygga från slutet av mars till april. Ungfåglarna återvänder till kolonin för att häcka först vid fem års ålder. Boet beskrivs som en piedestal av lera, torv, fjädrar och vegetation.

## Föda
Den här albatrossen födosöker mestadels genom att plocka föda från vattenytan, ibland också genom att dyka. Den ses även intill vattenlevande däggdjur eller rovfiskar som jagar upp småfisk till ytan. Fågeln påträffas också ofta vid fiskefartyg. Födan består mestadels av fisk, men även bläckfisk.

## Status och hot
Atlantpopulationen uppgavs omfatta mellan 165 000 och 185 000 individer och den i Indiska oceanen mellan 160 000 och 180 000 individer, men dessa siffror härrör från slutet av 1980-talet och man tror därför att båda populationerna är mindre idag. Båda bestånden har klassificerats som starkt hotade (EN) på IUCN:s rödlista över hotade arter.